# Nijmegen Heyendaal vasútállomás
Nijmegen Heyendaal vasútállomás vasútállomás Hollandiában, Nijmegen városában.

## Vasútvonalak
Az állomást az alábbi vasútvonalak érintik:
- Nijmegen–Venlo-vasútvonal

## Kapcsolódó állomások
A vasútállomáshoz az alábbi állomások vannak a legközelebb:
- Nijmegen vasútállomás (északnyugat)
- Mook-Molenhoek vasútállomás (délkelet)